# Le Samouraï que j'aimais
Pour plus de détails, voir Fiche technique et Distribution.
Le Samouraï que j'aimais (蝉しぐれ, Semishigure) est un film japonais réalisé par Mitsuo Kurotsuchi, sorti en 2005.

## Synopsis
Un samouraï doit résoudre un conflit impliquant une adolescente dont il est amoureux, Fuku.

## Fiche technique
- Titre : Le Samouraï que j'aimais
- Titre original : 蝉しぐれ (Semishigure)
- Réalisation : Mitsuo Kurotsuchi
- Scénario : Mitsuo Kurotsuchi d'après le roman de Shūhei Fujisawa
- Musique : Tarō Iwashiro
- Photographie : Shinji Kugimiya
- Montage : Hiroshi Okuda
- Production : Toshiaki Nakazawa
- Société de production : Asahi National Broadcasting Company, Dentsu Music and Entertainment, Geneon Entertainment, Nagoya Broadcasting Network, Sedic, TV Asahi et Tōhō
- Pays :  Japon
- Genre : Drame, romance et historique
- Durée : 131 minutes
- Dates de sortie : 
  -  Japon : 1er octobre 2005

## Distribution
- Somegorō Ichikawa : Maki
- Yoshino Kimura : Fuku
- Kōji Imada : Shimazaki Yonosuke
- Ryo Fukawa : Kowada Ippei
- Mieko Harada : Tose
- Ken Ogata : Maki Sukezaemon
- Aimi Satsukawa : Fuku
- Hisahiro Ogura : Koyanagi Kanpei
- Ryō Tamura : Fujijiro
- Akira Emoto : Ishigai, le gardien de la maison de Fuku
- Hideji Ōtaki : Sekiguchi
- Yasunari Takeshima : le samouraï Sakurai
- Tetsuo Yamashita : Yada Sakunojo
- Takako Fuji
- Yūko Nakamura

## Distinctions
Le film a été nommé pour onze Japan Academy Prizes.